# Superliga Brasileira de Voleibol Masculino de 2022 - Série C
A Superliga Brasileira de Voleibol Masculino de 2022 - Série C foi a 5.ª edição desta competição anual organizado pela Confederação Brasileira de Voleibol (CBV) através da Unidade de Competições Nacionais (UCN), que ocorreu de 17 de outubro a 8 de novembro de 2022. Ao total, 29 equipes provenientes de 8 estados brasileiros e do Distrito Federal participaram desta edição.
As equipes do Joinville Vôlei, Neurologia Ativa, Minas Náutico, e Manaus Vôlei, conquistaram o acesso para a segunda divisão.

## Regulamento
A Superliga Série C de 2022 contou com a presença de 29 equipes distribuídas em 4 sedes. Sedes com até 6 equipes jogaram entre si, em turno único. Sedes com mais de 7 equipes foram divididas em dois grupos, com os dois melhores de cada avançando às semifinais e posteriormente a final.
As quatro melhores equipes classificadas na Superliga Série C de 2022, obtiveram o direito à habilitação para a Superliga Série B de 2023, desde que cumprissem as exigências constantes no regulamento da competição.

## Locais das partidas
| Timbó, Santa Catarina  | Brasília, Distrito Federal | Teófilo Otoni, Minas Gerais | Manaus, Amazonas       |
| ---------------------- | -------------------------- | --------------------------- | ---------------------- |
| Ginásio da A.A. Metisa | Sesc Ceilândia             | Ginásio Prof. Joaquim Nunes | Ginásio Renée Monteiro |
| Capacidade: 750        | Capacidade: 1 200          | Capacidade: Desconhecido    | Capacidade: 1 000      |

## Equipes participantes
Segue abaixo a lista das equipes participantes da Superliga Série C de 2022.
| Sede                          | Grupo                     | Equipe                   | Cidade           | Temporada 2021 |
| ----------------------------- | ------------------------- | ------------------------ | ---------------- | -------------- |
| Timbó (SC)                    |                           |                          |                  |                |
| –                             | AA Metisa/Timbó Vôlei     | Timbó                    | 4º na Sede Timbó |                |
| –                             | Joinville Vôlei           | Joinville                | Estreante        |                |
| –                             | SESI-SP                   | São Paulo                | Estreante        |                |
| –                             | Fundesport/Voleisol       | Araraquara               | Estreante        |                |
| –                             | Bebedouro Clube/Unifafibe | Bebedouro                | Estreante        |                |
| Brasília (DF)                 |                           |                          |                  |                |
| A                             |                           |                          |                  |                |
| Brasília Vôlei                | Brasília                  | Estreante                |                  |                |
| Kandangos Vôlei               | Brasília                  | Estreante                |                  |                |
| Cidade Viva Vôlei             | Lucas do Rio Verde        | 4º na Sede Campo Grande  |                  |                |
| Lona Voleibol                 | Aparecida de Goiânia      | Estreante                |                  |                |
| B                             |                           |                          |                  |                |
| Neurologia Ativa              | Goiânia                   | 2º na Sede Campo Grande  |                  |                |
| Brasiliense Voleibol Clube    | Brasília                  | Estreante                |                  |                |
| Novo Cangaço Vôlei            | Ipiranga do Norte         | Estreante                |                  |                |
| Força Federal                 | Brasília                  | Não disputou             |                  |                |
| Teófilo Otoni (MG)            |                           |                          |                  |                |
| A                             |                           |                          |                  |                |
| América/Teófilo Otoni         | Teófilo Otoni             | 4º na Sede Teófilo Otoni |                  |                |
| Super Vôlei Santo André       | Santo André               | 2º Sede Suzano           |                  |                |
| FAE/Osasco/Zeniv              | Osasco                    | Estreante                |                  |                |
| Pro Esporte/CPV               | Itabirito                 | Estreante                |                  |                |
| B                             |                           |                          |                  |                |
| Minas Náutico                 | Belo Horizonte            | 1º na Sede Teófilo Otoni |                  |                |
| Climed/Atibaia                | Atibaia                   | Estreante                |                  |                |
| Acesita Vôlei                 | Timóteo                   | 3º na Sede Teófilo Otoni |                  |                |
| Instituto João Paulo/PH Vôlei | Betim                     | Estreante                |                  |                |
| Manaus (AM)                   |                           |                          |                  |                |
| A                             |                           |                          |                  |                |
| Santa Cruz Vôlei              | Recife                    | 5º na Sede Fortaleza     |                  |                |
| Central Vôlei                 | Caruaru                   | Estreante                |                  |                |
| Manaus Vôlei                  | Manaus                    | Estreante                |                  |                |
| Voleibol Alta Floresta        | Alta Floresta             | Estreante                |                  |                |
| B                             |                           |                          |                  |                |
| Apade Vôlei                   | Belém                     | Estreante                |                  |                |
| Nacional Vôlei                | Manaus                    | Estreante                |                  |                |
| Sarça Voleibol                | Cuiabá                    | Estreante                |                  |                |
| Clube Campestre/Maximus       | Campina Grande            | 2º na Sede Fortaleza     |                  |                |

Nota: As equipes do Viva Vôlei Itatiba-SP e do E.C. Praia Grande desistiram de competir o torneio.

## Resultados

### Critérios de classificação nos grupos
1. Número de vitórias;
2. Pontos;
3. Razão de sets;
4. Razão de pontos;
5. Resultado da última partida entre os times empatados.

- Placar de 3–0 ou 3–1: 3 pontos para o vencedor, nenhum para o perdedor;
- Placar de 3–2: 2 pontos para o vencedor, 1 para o perdedor.
- Em caso de desistência de uma equipe durante a competição, ela será declarada perdedora pela contagem de 3x0 (25–0, 25–0, 25–0) em todos os jogos previstos para sua equipe na tabela, para fins de classificação.

|  | Classificado à Superliga B de 2023 |
|  | Classificado para as semifinais    |

### Sede Timbó
|     |                           |     | Jogos | Jogos | Jogos | Resultados | Resultados | Resultados | Resultados | Resultados | Resultados | Sets | Sets | Sets  | Pontos | Pontos | Pontos |
| Pos | Equipe                    | Pts | T     | V     | D     | 3–0        | 3–1        | 3–2        | 2–3        | 1–3        | 0–3        | V    | P    | R     | V      | P      | R      |
| --- | ------------------------- | --- | ----- | ----- | ----- | ---------- | ---------- | ---------- | ---------- | ---------- | ---------- | ---- | ---- | ----- | ------ | ------ | ------ |
| 1   | Joinville Vôlei           | 11  | 4     | 4     | 0     | 3          | 0          | 1          | 0          | 0          | 0          | 12   | 2    | 6,000 | 335    | 264    | 1.269  |
| 2   | AA Metisa/Timbó Vôlei     | 9   | 4     | 3     | 1     | 1          | 1          | 1          | 1          | 0          | 0          | 11   | 6    | 1.833 | 382    | 365    | 1.047  |
| 3   | Bebedouro Clube/Unifafibe | 7   | 4     | 2     | 2     | 2          | 0          | 0          | 1          | 0          | 1          | 8    | 6    | 1.333 | 300    | 241    | 1.245  |
| 4   | SESI-SP                   | 3   | 4     | 1     | 3     | 0          | 1          | 0          | 0          | 1          | 2          | 4    | 10   | 0.400 | 248    | 334    | 0.743  |
| 5   | Fundesport/Voleisol       | 0   | 4     | 0     | 4     | 0          | 0          | 0          | 0          | 1          | 3          | 1    | 12   | 0.083 | 266    | 327    | 0.813  |

| Data   | Hora  |                           | Placar |                           | Set 1 | Set 2 | Set 3 | Set 4 | Set 5 | Total   | Relatório |
| ------ | ----- | ------------------------- | ------ | ------------------------- | ----- | ----- | ----- | ----- | ----- | ------- | --------- |
| 17 out | 18:00 | SESI-SP                   | 0–3    | Bebedouro Clube/Unifafibe | 0–25  | 0–25  | 0–25  |       |       | 0–75    |           |
| 17 out | 20:00 | Fundesport/Voleisol       | 0–3    | Joinville Vôlei           | 19–25 | 17–25 | 17–25 |       |       | 53–75   |           |
| 18 out | 18:00 | Fundesport/Voleisol       | 1–3    | SESI-SP                   | 16–25 | 26–28 | 26–24 | 22–25 |       | 90–102  |           |
| 18 out | 20:00 | AA Metisa/Timbó Vôlei     | 3–2    | Bebedouro Clube/Unifafibe | 25–17 | 22–25 | 26–24 | 18–25 | 15–11 | 106–102 |           |
| 19 out | 18:00 | Joinville Vôlei           | 3–0    | SESI-SP                   | 25–18 | 25–15 | 25–23 |       |       | 75–56   |           |
| 19 out | 20:00 | AA Metisa/Timbó Vôlei     | 3–0    | Fundesport/Voleisol       | 25–23 | 25–17 | 25–23 |       |       | 75–63   |           |
| 20 out | 18:00 | Bebedouro Clube/Unifafibe | 3–0    | Fundesport/Voleisol       | 25–23 | 25–17 | 25–20 |       |       | 75–60   |           |
| 20 out | 20:00 | AA Metisa/Timbó Vôlei     | 2–3    | Joinville Vôlei           | 18–25 | 22–25 | 25–22 | 25–19 | 17–19 | 107–110 |           |
| 21 out | 18:00 | Bebedouro Clube/Unifafibe | 0–3    | Joinville Vôlei           | 19–25 | 12–25 | 17–25 |       |       | 48–75   | Resultado |
| 21 out | 20:00 | AA Metisa/Timbó Vôlei     | 3–1    | SESI-SP                   | 19–25 | 25–20 | 25–22 | 25–23 |       | 94–90   |           |

### Sede Brasília
Grupo A
|     |                  |     | Jogos | Jogos | Jogos | Resultados | Resultados | Resultados | Resultados | Resultados | Resultados | Sets | Sets | Sets  | Pontos | Pontos | Pontos |
| Pos | Equipe           | Pts | T     | V     | D     | 3–0        | 3–1        | 3–2        | 2–3        | 1–3        | 0–3        | V    | P    | R     | V      | P      | R      |
| --- | ---------------- | --- | ----- | ----- | ----- | ---------- | ---------- | ---------- | ---------- | ---------- | ---------- | ---- | ---- | ----- | ------ | ------ | ------ |
| 1   | Kandangos Vôlei  | 8   | 3     | 3     | 0     | 1          | 1          | 1          | 0          | 0          | 0          | 9    | 3    | 3,000 | 283    | 233    | 1.215  |
| 2   | Brasília Vôlei   | 5   | 3     | 2     | 1     | 1          | 0          | 1          | 0          | 0          | 1          | 6    | 5    | 1.200 | 210    | 195    | 1.077  |
| 3   | Lona Voleibol    | 3   | 3     | 1     | 2     | 1          | 0          | 0          | 0          | 1          | 1          | 4    | 6    | 0.667 | 214    | 231    | 0.926  |
| 4   | Viva Lucas Vôlei | 1   | 3     | 0     | 3     | 0          | 0          | 0          | 1          | 0          | 2          | 2    | 9    | 0.222 | 220    | 268    | 0.821  |

| Data   | Hora  |                  | Placar |                  | Set 1 | Set 2 | Set 3 | Set 4 | Set 5 | Total  | Relatório |
| ------ | ----- | ---------------- | ------ | ---------------- | ----- | ----- | ----- | ----- | ----- | ------ | --------- |
| 17 out | 16:00 | Kandangos Vôlei  | 3–2    | Viva Lucas Vôlei | 25–9  | 25–20 | 27–29 | 19–25 | 15–12 | 111–95 |           |
| 17 out | 20:00 | Brasília Vôlei   | 3–0    | Lona Voleibol    | 25–22 | 25–18 | 25–14 |       |       | 75–54  |           |
| 18 out | 16:00 | Lona Voleibol    | 1–3    | Kandangos Vôlei  | 24–26 | 25–21 | 15–25 | 21–25 |       | 85–97  |           |
| 18 out | 20:00 | Brasília Vôlei   | 3–0    | Viva Lucas Vôlei | 25–17 | 25–19 | 32–30 |       |       | 82–66  |           |
| 19 out | 16:00 | Viva Lucas Vôlei | 0–3    | Lona Voleibol    | 23–25 | 20–25 | 16–25 |       |       | 59–75  |           |
| 19 out | 20:00 | Brasília Vôlei   | 0–3    | Kandangos Vôlei  | 17–25 | 16–25 | 20–25 |       |       | 53–75  |           |

Grupo B
|     |                            |     | Jogos | Jogos | Jogos | Resultados | Resultados | Resultados | Resultados | Resultados | Resultados | Sets | Sets | Sets  | Pontos | Pontos | Pontos |
| Pos | Equipe                     | Pts | T     | V     | D     | 3–0        | 3–1        | 3–2        | 2–3        | 1–3        | 0–3        | V    | P    | R     | V      | P      | R      |
| --- | -------------------------- | --- | ----- | ----- | ----- | ---------- | ---------- | ---------- | ---------- | ---------- | ---------- | ---- | ---- | ----- | ------ | ------ | ------ |
| 1   | Neurologia Ativa           | 9   | 3     | 3     | 0     | 3          | 0          | 0          | 0          | 0          | 0          | 9    | 0    | MAX   | 225    | 86     | 2.616  |
| 2   | Brasiliense Voleibol Clube | 6   | 3     | 2     | 1     | 1          | 1          | 0          | 0          | 0          | 1          | 6    | 4    | 1.500 | 217    | 168    | 1.292  |
| 3   | Novo Cangaço Vôlei         | 3   | 3     | 1     | 2     | 1          | 0          | 0          | 0          | 1          | 1          | 4    | 6    | 0.667 | 212    | 175    | 1.211  |
| 4   | Força Federal              | 0   | 3     | 0     | 3     | 0          | 0          | 0          | 0          | 0          | 3          | 0    | 9    | 0,000 | 0      | 225    | 0,000  |

| Data   | Hora  |                            | Placar |                            | Set 1 | Set 2 | Set 3 | Set 4 | Set 5 | Total  | Relatório |
| ------ | ----- | -------------------------- | ------ | -------------------------- | ----- | ----- | ----- | ----- | ----- | ------ | --------- |
| 17 out | 14:00 | Brasiliense Voleibol Clube | 3–1    | Novo Cangaço Vôlei         | 26–24 | 23–25 | 26–24 | 25–20 |       | 100–93 |           |
| 17 out | 18:00 | Força Federal              | 0–3    | Neurologia Ativa           | 0–25  | 0–25  | 0–25  |       |       | 0–75   |           |
| 18 out | 14:00 | Neurologia Ativa           | 3–0    | Brasiliense Voleibol Clube | 25–11 | 25–16 | 25–15 |       |       | 75–42  |           |
| 18 out | 18:00 | Novo Cangaço Vôlei         | 3–0    | Força Federal              | 25–0  | 25–0  | 25–0  |       |       | 75–0   |           |
| 19 out | 14:00 | Novo Cangaço Vôlei         | 0–3    | Neurologia Ativa           | 12–25 | 11–25 | 21–25 |       |       | 44–75  |           |
| 19 out | 18:00 | Força Federal              | 0–3    | Brasiliense Voleibol Clube | 0–25  | 0–25  | 0–25  |       |       | 0–75   |           |

#### Semifinais
| Data   | Hora  |                  | Placar |                            | Set 1 | Set 2 | Set 3 | Set 4 | Set 5 | Total | Relatório |
| ------ | ----- | ---------------- | ------ | -------------------------- | ----- | ----- | ----- | ----- | ----- | ----- | --------- |
| 20 out | 18:00 | Neurologia Ativa | 3–0    | Brasília Vôlei             | 25–18 | 25–20 | 25–16 |       |       | 75–54 |           |
| 20 out | 20:00 | Kandangos Vôlei  | 3–0    | Brasiliense Voleibol Clube | 25–23 | 25–20 | 25–22 |       |       | 75–65 |           |

#### Final
| Data   | Hora  |                  | Placar |                 | Set 1 | Set 2 | Set 3 | Set 4 | Set 5 | Total | Relatório |
| ------ | ----- | ---------------- | ------ | --------------- | ----- | ----- | ----- | ----- | ----- | ----- | --------- |
| 21 out | 20:00 | Neurologia Ativa | 3–0    | Kandangos Vôlei | 25–17 | 25–16 | 25–15 |       |       | 75–48 | Resultado |

### Sede Teófilo Otoni
Grupo A
|     |                         |     | Jogos | Jogos | Jogos | Resultados | Resultados | Resultados | Resultados | Resultados | Resultados | Sets | Sets | Sets  | Pontos | Pontos | Pontos |
| Pos | Equipe                  | Pts | T     | V     | D     | 3–0        | 3–1        | 3–2        | 2–3        | 1–3        | 0–3        | V    | P    | R     | V      | P      | R      |
| --- | ----------------------- | --- | ----- | ----- | ----- | ---------- | ---------- | ---------- | ---------- | ---------- | ---------- | ---- | ---- | ----- | ------ | ------ | ------ |
| 1   | FAE/Osasco/Zeniv        | 9   | 3     | 3     | 0     | 2          | 1          | 0          | 0          | 0          | 0          | 9    | 1    | 9,000 | 246    | 201    | 1.224  |
| 2   | Super Vôlei Santo André | 6   | 3     | 2     | 1     | 1          | 1          | 0          | 0          | 1          | 0          | 7    | 4    | 1.750 | 256    | 216    | 1.185  |
| 3   | América/Teófilo Otoni   | 3   | 3     | 1     | 2     | 1          | 0          | 0          | 0          | 1          | 1          | 4    | 6    | 0.667 | 215    | 233    | 0.923  |
| 4   | Pro Esporte/CPV         | 0   | 3     | 0     | 3     | 0          | 0          | 0          | 0          | 0          | 3          | 0    | 9    | 0,000 | 152    | 229    | 0.664  |

| Data   | Hora  |                         | Placar |                         | Set 1 | Set 2 | Set 3 | Set 4 | Set 5 | Total | Relatório |
| ------ | ----- | ----------------------- | ------ | ----------------------- | ----- | ----- | ----- | ----- | ----- | ----- | --------- |
| 21 out | 18:30 | América/Teófilo Otoni   | 3–0    | Pro Esporte/CPV         | 25–9  | 25–17 | 29–27 |       |       | 79–53 |           |
| 21 out | 20:30 | Super Vôlei Santo André | 1–3    | FAE/Osasco/Zeniv        | 18–25 | 25–21 | 22–25 | 21–25 |       | 86–96 |           |
| 22 out | 18:30 | América/Teófilo Otoni   | 0–3    | FAE/Osasco/Zeniv        | 20–25 | 20–25 | 19–25 |       |       | 59–75 |           |
| 22 out | 20:30 | Super Vôlei Santo André | 3–0    | Pro Esporte/CPV         | 25–17 | 25–13 | 25–13 |       |       | 75–43 |           |
| 23 out | 18:30 | América/Teófilo Otoni   | 1–3    | Super Vôlei Santo André | 12–25 | 22–25 | 25–20 | 18–25 |       | 77–95 |           |
| 23 out | 20:30 | FAE/Osasco/Zeniv        | 3–0    | Pro Esporte/CPV         | 25–15 | 25–18 | 25–23 |       |       | 75–56 |           |

Grupo B
|     |                               |     | Jogos | Jogos | Jogos | Resultados | Resultados | Resultados | Resultados | Resultados | Resultados | Sets | Sets | Sets  | Pontos | Pontos | Pontos |
| Pos | Equipe                        | Pts | T     | V     | D     | 3–0        | 3–1        | 3–2        | 2–3        | 1–3        | 0–3        | V    | P    | R     | V      | P      | R      |
| --- | ----------------------------- | --- | ----- | ----- | ----- | ---------- | ---------- | ---------- | ---------- | ---------- | ---------- | ---- | ---- | ----- | ------ | ------ | ------ |
| 1   | Minas Náutico                 | 9   | 3     | 3     | 0     | 3          | 0          | 0          | 0          | 0          | 0          | 9    | 0    | MAX   | 225    | 162    | 1.389  |
| 2   | Climed/Atibaia                | 6   | 3     | 2     | 1     | 2          | 0          | 0          | 0          | 0          | 1          | 6    | 3    | 2,000 | 213    | 191    | 1.115  |
| 3   | Acesita Vôlei                 | 3   | 3     | 1     | 2     | 0          | 1          | 0          | 0          | 0          | 2          | 3    | 7    | 0.429 | 214    | 237    | 0.903  |
| 4   | Instituto João Paulo/PH Vôlei | 0   | 3     | 0     | 3     | 0          | 0          | 0          | 0          | 1          | 2          | 1    | 9    | 0.111 | 187    | 249    | 0.751  |

| Data   | Hora  |                | Placar |                               | Set 1 | Set 2 | Set 3 | Set 4 | Set 5 | Total | Relatório |
| ------ | ----- | -------------- | ------ | ----------------------------- | ----- | ----- | ----- | ----- | ----- | ----- | --------- |
| 21 out | 14:00 | Minas Náutico  | 3–0    | Instituto João Paulo/PH Vôlei | 25–11 | 25–16 | 25–17 |       |       | 75–44 |           |
| 21 out | 16:00 | Climed/Atibaia | 3–0    | Acesita Vôlei                 | 25–21 | 25–19 | 25–20 |       |       | 75–60 |           |
| 22 out | 14:00 | Minas Náutico  | 3–0    | Acesita Vôlei                 | 25–19 | 25–19 | 25–19 |       |       | 75–57 |           |
| 22 out | 16:00 | Climed/Atibaia | 3–0    | Instituto João Paulo/PH Vôlei | 27–25 | 25–13 | 25–18 |       |       | 77–56 |           |
| 23 out | 14:00 | Minas Náutico  | 3–0    | Climed/Atibaia                | 25–15 | 25–23 | 25–23 |       |       | 75–61 |           |
| 23 out | 16:00 | Acesita Vôlei  | 3–1    | Instituto João Paulo/PH Vôlei | 27–25 | 25–17 | 20–25 | 25–20 |       | 97–87 |           |

#### Semifinais
| Data   | Hora  |                  | Placar |                         | Set 1 | Set 2 | Set 3 | Set 4 | Set 5 | Total | Relatório |
| ------ | ----- | ---------------- | ------ | ----------------------- | ----- | ----- | ----- | ----- | ----- | ----- | --------- |
| 24 out | 17:00 | Minas Náutico    | 3–0    | Super Vôlei Santo André | 27–25 | 25–23 | 25–15 |       |       | 77–63 |           |
| 24 out | 19:30 | FAE/Osasco/Zeniv | 1–3    | Climed/Atibaia          | 25–19 | 20–25 | 23–25 | 13–25 |       | 81–94 |           |

#### Terceiro lugar
| Data   | Hora  |                         | Placar |                  | Set 1 | Set 2 | Set 3 | Set 4 | Set 5 | Total  | Relatório |
| ------ | ----- | ----------------------- | ------ | ---------------- | ----- | ----- | ----- | ----- | ----- | ------ | --------- |
| 25 out | 17:00 | Super Vôlei Santo André | 3–1    | FAE/Osasco/Zeniv | 28–30 | 25–19 | 25–22 | 25–17 |       | 103–88 |           |

#### Final
| Data   | Hora  |               | Placar |                | Set 1 | Set 2 | Set 3 | Set 4 | Set 5 | Total | Relatório |
| ------ | ----- | ------------- | ------ | -------------- | ----- | ----- | ----- | ----- | ----- | ----- | --------- |
| 25 out | 19:30 | Minas Náutico | 3–0    | Climed/Atibaia | 25–21 | 25–22 | 25–22 |       |       | 75–65 | Resultado |

### Sede Manaus
Grupo A
|     |                        |     | Jogos | Jogos | Jogos | Resultados | Resultados | Resultados | Resultados | Resultados | Resultados | Sets | Sets | Sets  | Pontos | Pontos | Pontos |
| Pos | Equipe                 | Pts | T     | V     | D     | 3–0        | 3–1        | 3–2        | 2–3        | 1–3        | 0–3        | V    | P    | R     | V      | P      | R      |
| --- | ---------------------- | --- | ----- | ----- | ----- | ---------- | ---------- | ---------- | ---------- | ---------- | ---------- | ---- | ---- | ----- | ------ | ------ | ------ |
| 1   | Manaus Vôlei           | 9   | 3     | 3     | 0     | 3          | 0          | 0          | 0          | 0          | 0          | 9    | 0    | MAX   | 231    | 158    | 1.462  |
| 2   | Central Vôlei          | 6   | 3     | 2     | 1     | 1          | 1          | 0          | 0          | 0          | 1          | 6    | 4    | 1.500 | 217    | 213    | 1.019  |
| 3   | Voleibol Alta Floresta | 3   | 3     | 1     | 2     | 0          | 1          | 0          | 0          | 1          | 1          | 4    | 7    | 0.571 | 243    | 269    | 0.903  |
| 4   | Santa Cruz Vôlei       | 0   | 3     | 0     | 3     | 0          | 0          | 0          | 0          | 1          | 2          | 1    | 9    | 0.111 | 200    | 251    | 0.797  |

| Data  | Hora  |                        | Placar |                        | Set 1 | Set 2 | Set 3 | Set 4 | Set 5 | Total  | Relatório |
| ----- | ----- | ---------------------- | ------ | ---------------------- | ----- | ----- | ----- | ----- | ----- | ------ | --------- |
| 4 nov | 16:30 | Santa Cruz Vôlei       | 0–3    | Central Vôlei          | 15–25 | 22–25 | 23–25 |       |       | 60–75  |           |
| 4 nov | 19:30 | Manaus Vôlei           | 3–0    | Voleibol Alta Floresta | 25–18 | 25–17 | 31–29 |       |       | 81–64  |           |
| 5 nov | 16:30 | Voleibol Alta Floresta | 3–1    | Santa Cruz Vôlei       | 27–25 | 24–26 | 25–23 | 25–18 |       | 101–92 |           |
| 5 nov | 19:30 | Manaus Vôlei           | 3–0    | Central Vôlei          | 25–12 | 25–16 | 25–18 |       |       | 75–46  |           |
| 6 nov | 16:30 | Central Vôlei          | 3–1    | Voleibol Alta Floresta | 21–25 | 25–16 | 25–14 | 25–23 |       | 96–78  |           |
| 6 nov | 19:30 | Manaus Vôlei           | 3–0    | Santa Cruz Vôlei       | 25–16 | 25–20 | 25–12 |       |       | 75–48  |           |

Grupo B
|     |                         |     | Jogos | Jogos | Jogos | Resultados | Resultados | Resultados | Resultados | Resultados | Resultados | Sets | Sets | Sets  | Pontos | Pontos | Pontos |
| Pos | Equipe                  | Pts | T     | V     | D     | 3–0        | 3–1        | 3–2        | 2–3        | 1–3        | 0–3        | V    | P    | R     | V      | P      | R      |
| --- | ----------------------- | --- | ----- | ----- | ----- | ---------- | ---------- | ---------- | ---------- | ---------- | ---------- | ---- | ---- | ----- | ------ | ------ | ------ |
| 1   | Nacional Vôlei          | 7   | 3     | 3     | 0     | 0          | 1          | 2          | 0          | 0          | 0          | 9    | 5    | 1.800 | 307    | 291    | 1.055  |
| 2   | Clube Campestre/Maximus | 7   | 3     | 2     | 1     | 1          | 1          | 0          | 1          | 0          | 0          | 8    | 4    | 2,000 | 271    | 239    | 1.134  |
| 3   | Apade Vôlei             | 4   | 3     | 1     | 2     | 1          | 0          | 0          | 1          | 1          | 0          | 6    | 6    | 1,000 | 276    | 274    | 1.007  |
| 4   | Sarça Voleibol          | 0   | 3     | 0     | 3     | 0          | 0          | 0          | 0          | 1          | 2          | 1    | 9    | 0.111 | 204    | 254    | 0.803  |

| Data  | Hora  |                         | Placar |                         | Set 1 | Set 2 | Set 3 | Set 4 | Set 5 | Total   | Relatório |
| ----- | ----- | ----------------------- | ------ | ----------------------- | ----- | ----- | ----- | ----- | ----- | ------- | --------- |
| 4 nov | 15:00 | Apade Vôlei             | 1–3    | Clube Campestre/Maximus | 17–25 | 25–22 | 22–25 | 22–25 |       | 86–97   |           |
| 4 nov | 18:00 | Nacional Vôlei          | 3–1    | Sarça Voleibol          | 24–26 | 25–19 | 25–14 | 25–23 |       | 99–82   |           |
| 5 nov | 15:00 | Sarça Voleibol          | 0–3    | Apade Vôlei             | 17–25 | 23–25 | 28–30 |       |       | 68–80   |           |
| 5 nov | 18:00 | Clube Campestre/Maximus | 2–3    | Nacional Vôlei          | 23–25 | 14–25 | 25–20 | 25–14 | 12–15 | 99–99   |           |
| 6 nov | 15:00 | Clube Campestre/Maximus | 3–0    | Sarça Voleibol          | 25–15 | 25–17 | 25–22 |       |       | 75–54   |           |
| 6 nov | 18:00 | Nacional Vôlei          | 3–2    | Apade Vôlei             | 25–23 | 18–25 | 25–21 | 26–28 | 15–13 | 109–110 |           |

#### Semifinais
| Data  | Hora  |                | Placar |                         | Set 1 | Set 2 | Set 3 | Set 4 | Set 5 | Total   | Relatório |
| ----- | ----- | -------------- | ------ | ----------------------- | ----- | ----- | ----- | ----- | ----- | ------- | --------- |
| 7 nov | 18:00 | Nacional Vôlei | 3–2    | Central Vôlei           | 24–26 | 28–26 | 25–20 | 26–28 | 15–12 | 118–112 |           |
| 7 nov | 19:30 | Manaus Vôlei   | 3–0    | Clube Campestre/Maximus | 25–20 | 25–22 | 25–17 |       |       | 75–59   |           |

#### Final
| Data  | Hora  |                | Placar |              | Set 1 | Set 2 | Set 3 | Set 4 | Set 5 | Total  | Relatório |
| ----- | ----- | -------------- | ------ | ------------ | ----- | ----- | ----- | ----- | ----- | ------ | --------- |
| 8 nov | 19:30 | Nacional Vôlei | 1–3    | Manaus Vôlei | 22–25 | 28–26 | 18–25 | 18–25 |       | 86–101 | Resultado |